# Chionomesa fimbriata
La amazilia listada (Chionomesa fimbriata), también denominada diamante de cabeza parda (en Bolivia), colibrí de garganta brillante (en Perú), amazilia buchiblanca (en Colombia), diamante gargantiverde (en Venezuela), picaflor diamante garganta verde, o colibrí de pecho blanco es una especie de ave apodiforme de la familia Trochilidae —los colibríes— una de las dos pertenecientes al género Chionomesa, anteriormente incluida en el género  Amazilia . Es nativa de América del Sur. 

## Distribución y hábitat
Se distribuye por una inmensa áres de 9 500 000 km² a oriente de los Andes, que incluye Guayana Francesa, Surinam, Guyana, Venezuela (excepto el noroeste), este de Colombia, este de Ecuador, este de Perú, mitad norte de Bolivia, Brasil (excepto el interior del sur y el suroeste). Es probablemente un visitante sazonal en Paraguay.
Esta especie es considerada común a muy común en la mayor parte de su distribución, ocupando una gran variedad de hábitats principalmente en zonas abiertas a semiabiertas, normalmente ausente del interior de bosques densos. Incluyendo bosques secos y húmedos, bordes de bosque, bosque en galería, bosque de segundo crecimiento, bosque abierto, sabana, matorral, plantaciones y jardines. En el centro de Brasil, es un ave típica de la caatinga y la capoeira; también habita en los manglares de la costa atlántica. Se distribuye desde el nivel del mar hasta los 1100 m de altitud, principalmente por debajo de los 500 m.

## Descripción
Mide en promedio 8,4 cm de longitud. El pico tiene 18 mm de largo, la parte inferior rosada y la punta negruzca. Los machos son de color verde brillante en el dorso y a los costados, con el abdomen y el pecho blancos. La cola es ligeramente bifurcada con plumas verde bronceado en el centro y luego progresivamente más oscuras, con la parte exterior negra azulada. Las hembras tienen el plumaje menos brillante y la mancha blanca de la parte inferior llega hasta la garganta que presenta discos verdes.

## Sistemática

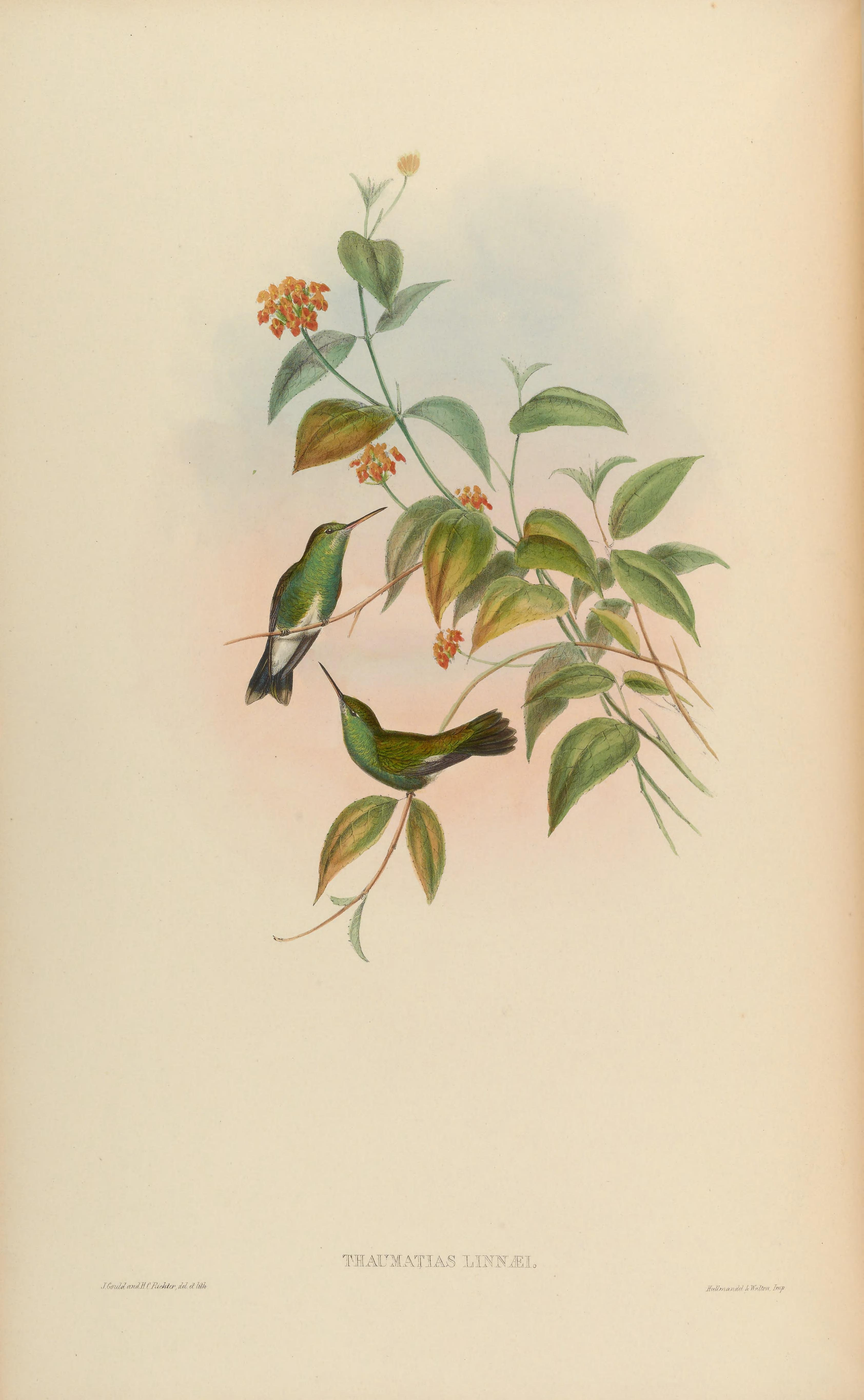
Thaumatias linnaei, sinónimo de Chionomesa fimbriata, ilustración de Gould y Richter en A monograph of the Trochilidae, or family of humming-birds 5, 1861.

### Descripción original
La especie C. fimbriata fue descrita por primera vez por el naturalista alemán Johann Friedrich Gmelin en 1788 bajo el nombre científico Trochilus fimbriatus; su localidad tipo es: «Cayena, Guayana Francesa».

### Etimología
El nombre genérico femenino Chionomesa se compone de las palabras del griego «khiōn» que significa ‘nieve’ y «mesos» que significa ‘medio’, ‘mitad’; y el nombre de la especie «fimbriata» proviene del latín «fimbriatus» que significa ‘con flecos’.

### Taxonomía
Los estudios filogenéticos de McGuire et al. (2014) demostraron que el género Amazilia era altamente polifilético y que las entonces especies A. lactea y A. fimbriata están estrechamente relacionadas entre sí y no son parientes próximas de Amazilia «sensu-stricto». En la clasificación propuesta para resolver la polifilia del género, Stiles et al. (2017) propusieron la resurrección del género Chionomesa, para albergar estas dos especies, lo que fue reconocido por el por el Comité de Clasificación de Sudamérica (SACC) en la Propuesta N.º 781.
Varias formas propuestas no son válidas: Amazilia distans Wetmore & Phelps Jr., 1956 se considera un híbrido entre la presente especie y Chlorestes cyanus; Amazilia fimbriata obscuricauda Phelps Sr. & J.T. Zimmer, 1951 se considera un sinónimo de elegantissima; Amazilia fimbriata alia J.T. Zimmer, 1950 y Thaumatias maculicaudus Gould, 1861, se consideran incluidas en la subespecie nominal.

### Subespecies
Según las clasificaciones del Congreso Ornitológico Internacional (IOC) y Clements Checklist/eBird  se reconocen siete  subespecies, con su correspondiente distribución geográfica:
- Chionomesa fimbriata elegantissima (Todd), 1942 – norte y oeste de Venezuela y extremo noreste adyacente de Colombia.
- Chionomesa fimbriata fimbriata (Gmelin), 1788 – noreste de Venezuela (desde la cuenca del Orinoco) hasta las Guayanas y norte de Brasil al norte del río Amazonas.
- Chionomesa fimbriata apicalis (Gould), 1861 – Colombia a oriente de los Andes.
- Chionomesa fimbriata fluviatilis (Gould), 1861 – este de Colombia y este de Ecuador.
- Chionomesa fimbriata laeta (Hartert), 1900 – noreste de Perú (norte de Amazonas y Loreto al noreste de Ucayali).
- Chionomesa fimbriata nigricauda (Elliot), 1878 – este de Bolivia y centro y este de Brasil al sur del río Amazonas.
- Chionomesa fimbriata tephrocephala (Vieillot), 1818 – Brasil costero esde Espírito Santo al sur hasta Río Grande del Sur.